# Puchar Zdobywców Pucharów w piłce nożnej
Puchar Zdobywców Pucharów – międzynarodowy turniej piłki nożnej organizowany w latach 1960–1999, początkowo przez komitet Pucharu Mitropa, a później przez UEFA. Brały w nim udział drużyny, które w swoich krajach zdobyły puchar kraju. PZP rozgrywany pod patronatem UEFA organizowany był w latach 1963–1999, gdy w październiku 1963, UEFA zdecydowała o rozgrywaniu PZP pod jej egidą, uznała również dwie poprzednie edycje, a co za tym idzie, za oficjalny pierwszy sezon uznano edycję 1960/1961. Pierwszym spotkaniem w ramach PZP był mecz ASK Vorwärts Berlin – Rudá Hvězda Brno, zakończony wynikiem 2:1 Gdy w 1999 rozwiązano Puchar Zdobywców Pucharów, zwycięzcy pucharu danego kraju zaczęli startować w rozgrywkach o Puchar UEFA.
W meczach finałowych wzięło udział 55 drużyn klubowych z 17 państw.

Trofeum PZP

Najwięcej triumfów w PZP (1960–1999):
- 4 – FC Barcelona
- 2 – Dynamo Kijów, RSC Anderlecht, A.C. Milan, Chelsea F.C.
- 1 – AC Fiorentina, Atlético Madryt, Tottenham Hotspur, Sporting CP, West Ham United, Borussia Dortmund, Bayern Monachium, Slovan Bratysława, Manchester City, Manchester United, Rangers, 1. FC Magdeburg, Hamburger SV, Valencia CF, Dinamo Tbilisi, Aberdeen FC, Juventus F.C., Everton F.C., AFC Ajax, KV Mechelen, UC Sampdoria, Werder Brema, AC Parma, Arsenal F.C., Real Saragossa, Paris Saint-Germain, S.S. Lazio

Klub, który zdobyłby trofeum PZP trzykrotnie z rzędu lub pięciokrotnie w ogóle, miał otrzymać statuetkę PZP na własność. Najbliżej otrzymania statuetki była FC Barcelona, która triumfowała w rozgrywkach czterokrotnie.

## Mecze finałowe 1961-1969
17 maja 1961 (Stadio Comunale, Florencja)
AC Fiorentina - Rangers 2:0 (1:0)
- 1:0 Milan 12 min.
- 2:0 Milan 88 min.

RANGERS: Ritchie - Shearer, Peterson, Caldow (k), R.Davis, Baxter, D. Wilson, Mcmillan, R. Scott, Brand, Hulme.
FIORENTINA: Albertosi - Robotti, Orzan (k), Castelletti, Gonfiantni, Rimbaldo, Hamrin, Micheli, da Costa, Milan, Petris.
27 maja 1961 (Ibrox Park, Glasgow)
AC Fiorentina - Rangers 2:1 (1:0)
- 1:0 Milan 12 min.
- 1:1 Scott 60 min.
- 2:1 Hamrin 86 min.

FIORENTINA:  Albertosi - Robotti, Orzan (k), Castelleti, Gonfiantini, Rimbaldo, Hamrin, Micheli, de Costa, Milan, Petris.
RANGERS:  Ritchie - Shearer, Peterson, Caldow (k), R.Davis, Baxter, D. Wilson, McMillan, R. Scott, Milar, Brand.
10 maja 1962 (Hampden Park, Glasgow)
Atlético Madryt - AC Fiorentina 1:1 (1:1, 1:1, 1:1), po dogrywce
- 1:0 Peiro 11 min.
- 1:1 Hamrin 27 min.

ATLETICO: Madinabeytia - Rivilla, Chuzo, Calleja, Ramiro, Glaria, Miguel Jones, Adelardo, Mendoca, Peiro, Collar (k).
FIORENTINA: G. Sarti - Gonfiantini, Orzan (k), Castelletti, Ferretti, Rimbaldo, Hamrin, Bartu, Milani, Dell'Angelo, Petris.
5 września 1962 (powtórka finału)
Atlético Madryt - AC Fiorentina 3:0 (2:0)
- 1:0 Jones 8 min.
- 2:0 Mendoca 27 min.
- 3:0 Peiro 59 min.

ATLETICO: Madinabeytia - Rivilla, Chuzo, Calleja, Ramiro, Glaria, Miguel Jones, Adelardo, Mendoca, Peiro, Collar (k).
FIORENTINA: Albertosi, - Robotti, Orzan (k), Castelletti, Malatrasi, Marchesi, Ferretti, Hamrin, Milani, Dell'Angelo, Petris.
15 maja 1963 (Feijenoord Stadion, Rotterdam)
Tottenham Hotspur - Atlético Madryt 5:1 (2:0)
- 1:0 Greaves 16 min.
- 2:0 White 35 min.
- 2:1 Collar 47 min. (k)
- 3:1 Dyson 67 min.
- 4:1 Greaves 80 min.
- 5:1 Dyson 85 min.

TOTTENHAM: W. Brown - Baker, Norman, Henry, R. D. Blanchflower (k), Marchi, C. W. Jones, White, R. Smith, Greaves, Dyson.
ATLETICO: Madinabeytia - Rivilla, Griffa, J. A. Rodriguez, Ramiro, Chuzo, Glaria, M. Jones, Adelardo, Mendoca, Collar (k).
13 maja 1964 (Stadion Heysel, Bruksela)
Sporting CP - MTK SK Budapeszt 3:3 (2:1, 3:3, 3:3), po dogrywce
- 0:1 Sandor 19 min.
- 1:1 Mascarenhas 40 min.
- 2:1 Figueiredo 45 min.
- 2:2 Kuti 73 min.
- 2:3 Sandor 75 min.
- 3:3 Figueiredo 81 min.

SPORTING: Carvalho - Gomes, A. Baptista, J. Carlos, J. P. Morais, Mendes (k), G. Carvalho, Osvaldo, Mascarenhas, Figueiredo, Be Bocaleri.
MTK: Kowalik - Keszei, Danszky, Jeszensky (vel Jenei), I. Nagy, F. Kovacs III, K. Sandor (k), Vasas, Bodor, Kuti, Halapi.
15 maja 1964 (powtórka finału)
Sporting CP - MTK SK Budapeszt 1:0 (1:0)
- 1:0 Morais 20 min.

SPORTING: Carvalho - Gomes, A. Baptista, J. Carlos, J. P. Morais, Mendes (k), G. Carvalho, Osvaldo, Mascarenhas, Figueiredo, Perides.
MTK:  Kowalik - Keszei, Danszky, Jeszensky (vel Jenei), I. Nagy, F. Kovacs III, K. Sandor (k), Vasas, Bodor, Kuti, Halapi.
19 maja 1965 (Wembley Stadium, Londyn)
West Ham United - TSV 1860 Monachium 2:0 (0:0)
- 1:0 Sealey 70 min.
- 2:0 Sealey 72 min.

WEST HAM: Standen - Kirkup, K. Brown, Brukett, M. Peters, Moore (k), Sealey, Boyce, Hurst, Dear, J. L. Sissons,
TSV: Radenkovic - M. Wagner, Reich, Luttrop, Kohlars, Bena, Grosser, Heiss, Kuppers, Brunnenmeier (k), Rebele.
5 maja 1966 (Hampden Park, Glasgow)
Borussia Dortmund - FC Liverpool 2:1 (0:0, 1:1, 1:1), po dogrywce
- 1:0 Held 61 min.
- 1:1 Hunt 68 min.
- 2:1 Yeats 107 min.

BORUSSIA: Tilikowski - Cyliax, Paul (k), Assauer, Redder, Kurrat, A. Schmidt, Sturm, Libuda, Held, Emmerich.
LIVERPOOL: Lawrence - Lawier, Yeats (k), Stevenson, Byrne, Milne, T. Smith, Callaghan, Hunt, St. John, P. Thompson.
31 maja 1967 (Frankenstadion, Norymberga)
Bayern Monachium - Rangers 1:0 (0:0, 0:0, 0:0), po dogrywce
- 1:0 Roth 109 min.

BAYERN: Maier - Nowak, Olk (k), Beckenbauer, Kupferschmidt, Roth, Koulmann, Nafziger, Ohlhauser, G. Muller, Brenninger.
RANGERS: A. Martin - Johansen, Jardine, McKinnon, Provan, A. Smith, J. Greig (k), Henderson, Hynd, D. Smith.
23 maja 1968 (Feijenoord Stadion, Rotterdam)
AC Milan - Hamburger SV 2:0 (2:0)
- 1:0 Hamrin 3 min.
- 2:0 Harmin 19 min.

MILAN: Cudicini - Anguilletti, Rosato, Trapattoni, Schnellinger, Lodetti, Rivera (k), Scala, Hamrin, Sormani, Prati.
HSV: O. Arkoc - Sandmann, W. Schultz, Dieckemann, Kurbjuhn, Kramer, Horst, B. Dorfel, U. Seeler (k), Honig, G. Dorfel.
21 maja 1969 (St. Jakob-Stadion, Bazylea)
Slovan Bratysława - FC Barcelona 3:2 (3:1)
- 1:0 Cvetler 1 min.
- 1:1 Zaldua 15 min.
- 2:1 Hrivnak 29 min.
- 3:1 J. Capkovic 42 min.
- 3:2 Rexach 51 min.

SLOVAN: Vencel - Fillo, Hrivak, A. Horvath (k), J. Zlocha, Cvetler, Jozef Capkovic, Hrdlicka, Joki, Moder, (67- Hatar), Jan Capkovic.
BARCELONA: Sadurni - Franch (11 - Pereda), J. Rife, Olivella (k), Eladio, Zabalza, Zaldua, Pellicer, Castro (46- Mendoca), Fuste, Rexach.

## Mecze finałowe 1970-1979
29 kwietnia 1970 (Praterstadion, Wiedeń)
Manchester City - Górnik Zabrze 2:1 (2:0)
- 1:0 Young 12 min.
- 2:0 Lee 42 min. (k)
- 2:1 Oślizło 68 min.

MANCHESTER: Corrigan - Book (k), Booth, Heslop, Pardoe, Doyle (23 - Bowyer), Oakes, Towers, C. Bell, F. Lee, N. Young.
GÓRNIK: Kostka - Gorgoń, Oślizło (k), Floreński (65 - Deja), Latocha, Olek, Szołtysik, Wilczek (75 - Skowronek), Banaś, Lubański, Szaryński.
19 maja 1971 (Stadion Karaiskákis, Pireus)
Chelsea F.C. - Real Madryt 1:1 (0:0, 1:1, 1:1), po dogrywce
- 1:0 Osgood 56 min.
- 1:1 Zoco 90 min.

CHELSEA:  P. Bonetti - Boyle, Dempsey, Hollins (91 - Mulligan), R. Harris (k), K. Weller, C. Cooke, Webb, Hudson, Osgood.
REAL: Borja - J. Luis, Benito, Zoco, Zunzunegui, Pirri, Velazguez, M. Perez (65 - Fleitas), Amancio, Grosso, Gento (70 - Grande).
21 maja 1971 (powtórka finału)
Chelsea F.C. - Real Madryt 2:1 (0:0)
- 1:0 Osgood 33 min.
- 2:0 Dempsey 39 min.
- 2:1 Fleitas 75 min.

CHELSEA:  P. Bonetti - Boyle, Dempsey, R. Harris (k), K. Weller, C. Cooke, Weller, Baldwin, Webb, Hudson, Osgood (73 - Smethurst), Houseman.
REAL: Borja - J. Luis, Benito, Zoco, Zunzunegui, Pirri (k), Velazguez (75 - Gento), Fleitas, Amancio, Grosso, Bueno (60 - Grande).
24 maja 1972 (Camp Nou, Barcelona)
Rangers - Dinamo Moskwa 3:2 (2:0)
- 1:0 Stein 23 min.
- 2:0 Johnston 40 min.
- 3:0 Johnston 49 min.
- 3:1 Esztrekow 60 min.
- 3:2 Machowikow 87 min.

RANGERS: McCloy - Jardine, J. Greig (k), D. Johnstone, Mathieson, D. Smith, Conn, MacDonald, Th. Mc Lean, C. Stein, W. Johnston.
DYNAMO: Pilguj - Basałajew, Szabo (k), Żukow, Dolbonosow (69 - Gerszkowicz), Zykow, Dolmatow, Machowikow, Bajdacznyj, Jakubik (56 - Esztrekow), Jewruźychin.
16 maja 1973 (Stadion Kaftantzoglio, Saloniki)
 AC Milan - Leeds United 1:0 (1:0)
- 1:0 Chiarugi 4 min.

MILAN:	Vacchi - Anguilletti, Sabadini, Rosato (59 - Dolci), Zignoli, Turone, Sogliano, Rivera (k), Benetti, Bigon, Chiarugi.
Leeds: D. Harvey - Reaney (k), Madeley, Cherry, F. Gry (54 - McQueen), Bates, Hunter, M. Jones, Yorath, Lorimer, Jordan.
8 maja 1974 (Feijenoord Stadion, Rotterdam)
1. FC Magdeburg - AC Milan 2:0 (1:0)
- 1:0 Lanzi 40 min. (sam.)
- 2:0 Seguin 75 min.

MAGDEBURG: Schulze - Zapf (k), Tyll, Abraham, Enge, Gaube, Seguni, Pommerenke, Raugust, Sparwasser, M. Hoffmann,
MILAN :  Pizzaballa - Anguiletti, Lanzi, Schellinger, Aldo Maldera, Sabadini, Tresoldi, Rivera (k), Benetti, Bigon, Bergamaschi (60 min. Turini).
14 maja 1975 (St. Jakob-Stadion, Bazylea)
Dynamo Kijów - Ferencvaros Budapeszt 3:0 (2:0)
- 1:0 Oniszczenko 18 min.
- 2:0 Oniszczenko 39 min.
- 3:0 Błochin 67 min.

DINAMO:	Rudakow - Końkow, Reszko, Fomienko, Matwijenko, Toszkin, Muntjan, Kołotow (k), Oniszczenko, Burjak, Błochin.
FERENVAROSI: Geczi (k) - Martos, Pataki, Rab, Megyasi, Juhasz, F. Szabo, Nyilasi (60 min. Ohnhaus), Mucha, Mate, Magyar.
5 maja 1976 (Stadion Heysel, Bruksela)
RSC Anderlecht - West Ham United 4:2 (1:1)
- 0:1 Holland 28 min.
- 1:1 Rensenbrink 43 min.
- 2:1 van der Elst 48 min.
- 2:2 Robson 69 min.
- 3:2 Rensenbrink 73 min (k)
- 4:2 van der Elst 88 min.

ANDERLECHT: Ruiter - Lomme, van Binst (k), Broos, Thissen, Francois van der Elst, Haan, Coeck (32 min. Vercauteren), Dockx, Ressel, Rensenbrink.
WHU: Day - Coleman, Thomas F. Tylor, Bonds (k), Lampard (47 min. Alan D. Tylor), Holland, McDowell, Paddon, Brooking, William, Jennings, Keith Robson.
11 maja 1977 (Stadion Olimpijski, Amsterdam)
Hamburger SV - RSC Anderlecht 2:0 (0:0)
- 1:0 Volkert 80 min. (k)
- 2:0 Magath 90 min.

HSV: Kargus - Kaltz, Nogly (k), Hidien, Memering, Ripp, Keller, Magath, Steffenhagen, Reimann, Volkert.
ANDERLECHT: Ruiter - van Binst (k), vanden Daele, Broos, Thissen, Francois van der Elst, Haan, Coeck, Dockx (81 min. Van Poucke), Ressel, Rensenbrink.
3 maja 1978 (Parc des Princes, Paryż)
RSC Anderlecht - Austria Wiedeń 4:0 (3:0)
- 1:0 Rensenbrink 13 min.
- 2:0 Resenbrink 44 min.
- 3:0 van Binst 45 min.
- 4:0 van Binst 82 min.

ANDERLECHT: de Bree - van Binst, Dusbaba, Broos, Thissen, Francois van der Els, Haan, Coeck, Vercauteren, (87 min. Dockx), B. Nielsen, Rensenbrink (k).
AUSTRIA: Baumgartner - Robert Sara (k), Obermayer, Baumeister, Daxbacher (60 min. A. Martinez), Prohaska, Gasselich, Morales (74 min. Frita Drazan), Parits, Pirkner.
16 maja 1979 (St. Jakob-Stadion, Bazylea)
FC Barcelona - Fortuna Düsseldorf 4:3 (2:2, 2:2, 3:2), po dogrywce
- 1:0 Sanchez 5 min.
- 1:1 Thomas Allofs 8 min.
- 2:1 Asensi 34 min.
- 2:2 Seel 41 min
- 3:2 Rexach 103 min.
- 4:2 Krankl 111 min.
- 4:3 Seel 114 min.

BARCELONA: Artola, Zuviria, Costas (66 min. F. Martinez), Albaladejo (57 min. De la Cruz), Migueli, Jose Sanchez, Neeskens, Asensi (k), Rexach, Krankl, Carrasco.
FORTUNA: Daniel - Brei (24 min. Weikl), Zewe (k), G. Zimmermann (84 min. Lund), Baltes, Kohnen, Schmitz, Thomas Allofs, Bommer, Klaus Allofs, Seel.

## Mecze finałowe 1980-1989
14 maja 1980 (Stadion Heysel, Bruksela)
Valencia CF - Arsenal F.C. 0:0, po dogrywce, karne: 5:4
rzuty karne:
- Kempes - aut
- Brady - aut
- 1:0 Solsona
- 1:1 Stapleton
- 2:1 Rodriguez
- 2:2 Sunderland
- 3:2 Castellanos
- 3:3 Talbot
- 4:3 Bonhof
- 4:4 Hollins
- 5:4 Arias
- Rix - obrona

VALENCIA: Pereira - Carrete, Botubot, Arias, Tendillo (k), Solsona, Bonhof, Saura, Subirats (112 min. Castellanos), Pablo Rodriguez, Kempes.
ARSENAL: P. Jennings, Rice (k), Nelson, Talbot, O'Leary, W. Young, Brady, Sunderland, Stapleton, D. Price, (105 min. Hollins), Rix.
13 maja 1981 (Rheinstadion, Düsseldorf)
Dinamo Tbilisi - FC Carl Zeiss Jena 2:1 (0:0)
- 0:1 Hoppe 63 min.
- 1:1 Gucajew 67 min.
- 2:1 Daraselija 87 min.

DYNAMO: Gabelija - Kostawa, Chizaniszwili, Cziwadze, Sułakwelidze, Tawadze, Daraselija, Kipiani (k), Swanadze, (67 min. - Kakiłaszwili), Gucajew, Szengelija.
CARL ZEISS: Grapenthin - Brauer, Schmuphase, Kurbjuweit (k), Schilling, Hopp (88 min. Overmann), Krause, Lindemann, Bielau (76 Topfer), Raab, Vogel.
12 maja 1982 (Camp Nou, Barcelona)
FC Barcelona - Standard Liège 2:1 (1:1)
- 0:1 Vandersmissen 6 min.
- 1:1 Simonsen 45 min.
- 2:1 Quini 62 min.

BARCELONA: Urruticoechea - Manolo, Alexsanko, Migueli (k), Gerardo, Jose Sanchez, Moratalla, Esteban, Simonsen, Quini, Carrasco.
STANDARD: Preud’homme - Gerets (k), Meeuws, Poel, Plessers, Daerden, Vandersmissen, Haan, Botteron, Wendt, Tahamata.
11 maja 1983 (Ullevi, Göteborg)
Aberdeen FC - Real Madryt 2:1 (1:1, 1:1, 1:1), po dogrywce
- 1:0 Black 7 min.
- 1:1 Juanito 14 min. (k)
- 2:1 Hewiit 112 min.

ABERDEEN: Leighton - Rougvie, McLeish, W. Miller (k), McMaster, N. Cooper, Strachan, McGhee, Simpson, Black (87 min. Hewitt), Weir.
REAL: Agustin - Juan Jose, Metgod, Bonet, Camacho (91 min. San Jose), Stielike, Gallego, Angel, Juanito, Santillana, Isidro (103 min. Salguero).
16 maja 1984 (St. Jakob-Stadion, Bazylea)
Juventus F.C. - FC Porto 2:1 (2:1)
- 1:0 Vignola 13 min.
- 1:1 Sousa 29 min.
- 2:1 Boniek 41 min.

JUVENTUS: Tacconi - Gentile, Brio, Scirea (k), Cabrini, Bonini, Tardelli, Platini, Vignola (89 min. Caricola), Rossi, Boniek.
PORTO: Ze Beto - Joao Pinto (k), Eurico, Eduardo Luis (82 min. Joao Costa), Lima Pereira, Frasco, Sousa, Jaime Magalhaes (65 min. Michael Walsh), Jaime Pacheco, Gomes, Vermelinho.
15 maja 1985 (Feijenoord Stadion, Rotterdam)
Everton F.C. - Rapid Wiedeń 3:1 (0:0)
- 1:0 Gray 58 min.
- 2:0 Steven 72 min.
- 2:1 Krankl 84 min.
- 3:1 Sheedy 85 min.

EVERTON: Southall (k) - Stevens, Ratcliffe, Mountfeld, van den Hauwe, Steven, Reid, Bracewell, Sheedy, A. Gray, Sharp.
RAPID: Konsel - Lainer, H. Weber, Garger, Brauneder, Hrstic, Kienast, Kranjćar, Weinhofer (67 min. Panenka), Pacult (60 min. Gross), Krankl (k).
2 maja 1986 (Stade Gerland, Lyon)
Dynamo Kijów - Atlético Madryt 3:0 (1:0)
- 1:0 Zawarow 4 min.
- 2:0 Błochin 86 min.
- 3:0 Jewtuszenko 88 min.

DYNAMO: Czanow - Biessonow, Bałtacza (38 min. Bal), Kuzniecow, Demianienko (k), Jaremczuk, Jakowienko, Zawarow (70 min. Jewtuszenko), Rac, Biełanow, Błochin.
ATLETICO: Fillol, Tomas (k), Arteche, Ruiz Garcia, Clemente, Julio Prieto, Landaburu (61 Quigue Setien), Marina, E. R. Quigue, da Silva, Cabrera.
13 maja 1987 (Spiros Louis, Ateny)
AFC Ajax - Lokomotive Lipsk 1:0 (1:0)
- 1:0 van Basten 21 min.

AJAX: Menzo - Silooy, Verlaat, Rijkaard, Boeve, Winter, Wouters, Arnold Muhren (k) (83 Scholten), Robert Witschge (86 Bergkamp), van't Schip, van Basten.
LOKOMOTIVE: R. Muller - Kreer, Baum (k), M. Lindner, Zotzsche, Bredow, Scholz, Liebers (76 Kuhn), Edmond (66 min. Leitzke), Richter, Marschall.
11 maja 1988 (Stade de la Meinau, Strasburg)
KV Mechelen - AFC Ajax 1:0 (0:0)
- 1:0 den Boer 53 min.

MECHELEN: Preud’homme - Hofkens (73 min. Theunis), Clijsters (k), Rutjes, Deferm, Sanders, de Wilde (60 min. Demesmaeker), Erwin Koeman, Emmers, den Boer, Ohana.
AJAX: Menzo - Blind, P Larsson, Wouters, Verlaat (73 min. Meijer), Winter, Scholten, Arnold Muhren (k), van't Schip, (57 min. Bergkamp), Bosman, Robert Witschge.
10 maja 1989 (Stade du Wankdorf, Berno)
FC Barcelona - UC Sampdoria 2:0 (1:0)
- 1:0 Julio Salinas 4 min.
- 2:0 Lopez Rekarte 80 min.

FC BARCELONA: Zubizarreta - Milla (61 min. Soler), Aloisio, Alexanko (k), Urbano, Amor, Eusebio, Roberto, Lineker, Julio Salinas, A. Beguiristain (74 min. Lopez Rekarte).
SAMPDORIA: Pagliuca - Mannini (27 min. S. Pellegrini), Pari, L. Pellargini (k) (54 min. Bonomi), Salsano, Lanna, Victor, Cerezo, Dossena, Vialli, Mancini.

## Mecze finałowe 1990-1999
9 maja 1990 (Ullevi, Goeteborg)
UC Sampdoria - RSC Anderlecht 2:0 (0:0, 0:0, 1:0), po dogrywce
- 1:0 Vialli 105 min.
- 2:0 Vialli 108 min.

SAMPDORIA: Pagliuca - Mannini, Luca Pellegrini (k), Vierchowod, Carboni, Pari, Katanec (92 min. Salsano), Dossena, Invernizzi II (55 min. Lombardo), Vialli, Mancini.
ANDERLECHT:  de Wilde - Grun (k), Keshi, Marchoul, Kooiman, Musonda, Gudjohnsen, Janković (116 min. Oliveira), Vervoort, Degryse (104 min. Nilis), van der Linden.
15 maja 1991 (Feijenoord Stadion, Rotterdam)
Manchester United - FC Barcelona 2:1 (0:0)
- 1:0 Hughes 68 min.
- 2:0 Hughes 75 min.
- 2:1 Koeman 79 min.

MANCHESTER: Sealey - D. Irwin, Bruce, Palister, Blackmore, Phelan, B. Robson (k), Ince, McClair, Mark Hughes, Sharpe.
BARCELONA: Busquets - Nando, Alexanko (72 min. Pinilla), R. Koeman, Ferrer, Eusebio, Bakero, M. Laudrup, J. A. Goikoetxea, Julio Salinas, A. Beguiristain.
6 maja 1992 (Estádio da Luz, Lizbona)
Werder Brema - AS Monaco 2:0 (1:0)
- 1:0 K. Allofs 41 min.
- 2:0 Rufer 54 min.

WERDER: Rollmann - Bbockenfeld, Borowka, Bratseth, Wolter (34 min. Schaaf), Eilts, Votava (k), Bode, Neubarth (75 min. Kohn), Rufer, K. Allofs.
MONACO: Ettori (k) - Valery (62 min. Djorkaeff), Mendy, Sonor, Gnako, R. Barros, Dib, Petit, Passi, Fofana (59 min. Clement), Weah.
12 maja 1993 (Wembley Stadium, Londyn)
AC Parma - Royal Antwerpia 3:1 (2:1) 
- 1:0 Minotti 10 min.
- 1:1 Severeyns 13 min.
- 2:1 Melli 30 min.
- 3:1 Cuoghi 83 min.

PARMA: Ballotta - Benarrivo, Di Chiara, Minotti (k), Apolloni, Grun, Zoratto (25 min. Pin), Osio, (65 min. F. Pizzi), Cuoghi, Melli, Brolin.
ANTWERPIA: S. Stojanović - Kiekens, Broeckaert, Taeymans, Smidts (k), Jakovijević (57 min. Van Veirdeghem), van Rethy, Severeyns, Segers (86 min. Moukrim), Lehnhoff, Czerniatyński.		
4 maja 1994 (Parken, Kopenhaga)
Arsenal F.C. - AC Parma 1:0 (1:0)
- 1:0 Smith 20 min.

ARSENAL:Seaman - Dixon, Bould, Adams (k), Winterburn, Davis, Morrow, Selley, Merson (McGoldrick), Campbell, Smith.
PARMA: Bucci - Benarrivo, Sensini, Minotti (k), Apolloni, Di Chiara, Broli, Pin (71 min. Melli), Crippa, Zola, Asprilla.
10 maja 1995 (Parc des Princes, Paryż)
Real Saragossa - Arsenal F.C. 2:1 (0:0, 1:1, 1:1), po dogrywce
- 1:0 Esnaider 68 min.
- 1:1 Hartson 77 min.
- 2:1 Nayim 120 min.

REAL: Cedrun - Belsue, Aguado, Caceres, Solana, Aragon, Pardeza (k), Higuera (66 min. Garcia Sanjuan, 114 min. Geli), Nayim, Poyet, Esnaider.
ARSENAL: Seaman - Dixon, Adams (k), Linighan, Winterburn (48 min. Morrow), Parlour, Keown, (46 min. Hillier), Schwarz, Merson, Hartson, Wright.
8 maja 1996 (Stadion Króla Baudouina I, Bruksela)
Paris Saint-Germain - Rapid Wiedeń 1:0 (1:0) 
- 1:0 N'Gotty 28 min.

PARIS SG: Lama (k) - Roche, Le Guen, N'Gotty, Fournier (77 min. Liacer), Bravo, Rai (11 min. Dely Valdes), Guerin, Colester, Loko, Djorkaeff.
RAPID: Konsel (k) - Schottel, T. Iwanow, Hatz, Heraf, Kuhbauer, Stoger, Guggi, Marasek, Stumpf ( 6 min. Barsic), Jancker.
14 maja 1997 (Feijenoord Stadion, Rotterdam)
FC Barcelona - Paris Saint-Germain 1:0 (1:0)
- 1:0 Ronaldo 37 min. (k)

BARCELONA: Vitor Baia - Ferrer, Fernando Couto, Abelardo, Sergi, Guardiola, Popescu (k) (46 min. Amor), Figo, de la Peńa (84 min. Stoiczkow), Ronaldo, Luis Enrigue (88 min. Pizzi).
PARIS SG: Lama - Fournier (58 min. Algerino), N'Gotty, Le Guen, Domi, Leroy, Guerin (68 min. Dely Valdes), Rai (k), Gauet, Loko (78 Pouget), Leonardo.
13 maja 1998 (Råsundastadion, Sztokholm)
Chelsea F.C. - VfB Stuttgart 1:0 (0:0)
- 1:0 Zola 71min.

CHELSEA: de Goey - S. Clarke, Leboeuf, Duberry, Granville, Petrescu, Wise (k), Di Matteo, Poyet (81 min. Newton), Vialli, T. A. Flo (71 min. Zola).
STUTTGART: Wohlfahrt - T. Schneider (55 min. Endress), Ykin, Berthold, Haber (75 min. K. Djordjević), Soldo, Balakow, Poschner, Hagner (79 min. Ristić), Akpoborie, Bobic (k).
19 maja 1999 (Villa Park, Birmingham)
S.S. Lazio - Real Mallorca 2:1 (1:1)
- 1:0 Vieri 7 min.
- 1:1 Dani 11 min.
- 2:1 Nedved 81 min.

LAZIO: Marchegiani - Pancaro, Nesta (k), S. Mihajlović, Favalli, D. Stanković (56 min. Sergio Conceicao), Almeyda, Mancini (90 min. Fernando Couto), Nedved (84 min. Lombardo), Salas, Vieri.
MALLORCA: Roa - Olaizola (k), Marcelino Elena, Sivero, Soler, Etame, Mayer, Engonga, J. Stanković, Ibagaza, Dani, Biagini (73 min. Paunović).

## Osiągnięcia według państw
Stan na 31.05.1999:
| Lp. | Kraj           | Liczba zwycięstw | Liczba finalistów |
| --- | -------------- | ---------------- | ----------------- |
| 1.  | Anglia         | 8                | 5                 |
| 2.  | Hiszpania      | 7                | 7                 |
| 3.  | Włochy         | 7                | 4                 |
| 4.  | Niemcy         | 4                | 4                 |
| 5.  | Belgia         | 3                | 4                 |
| 6.  | ZSRR           | 3                | 1                 |
| 7.  | Szkocja        | 2                | 2                 |
| 8.  | Francja        | 1                | 2                 |
| 8.  | NRD            | 1                | 2                 |
| 10. | Holandia       | 1                | 1                 |
| 10. | Portugalia     | 1                | 1                 |
| 12. | Czechosłowacja | 1                | 0                 |
| 13. | Austria        | 0                | 3                 |
| 14. | Węgry          | 0                | 2                 |
| 15. | Polska         | 0                | 1                 |